# (172460) 2003 RT11
(172460) 2003 RT11 (2003 RT11, 1996 RB23) — астероїд головного поясу, відкритий 15 вересня 2003 року.
Тіссеранів параметр щодо Юпітера — 3,563.